# Ruth Kraft

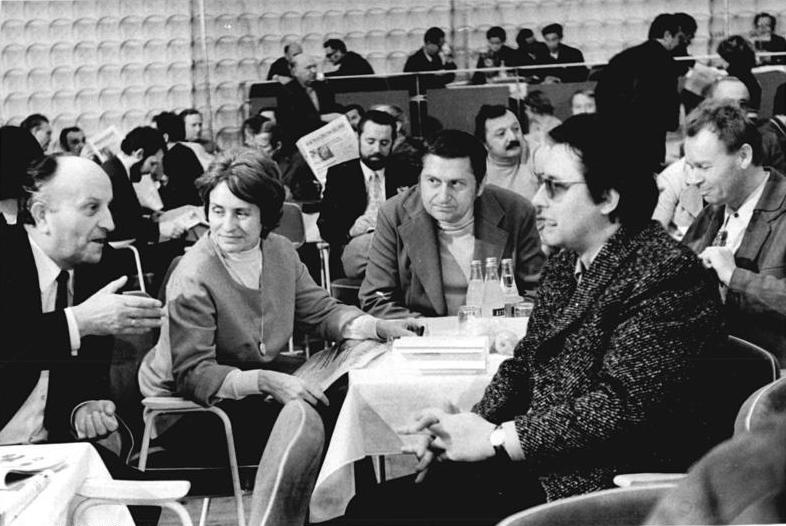
Ruth Kraft auf dem 7. Schriftstellerkongress, Berlin 1973

Ruth Kraft (Pseudonym für Ruth Bussenius; * 3. Februar 1920 in Schildau, Kreis Torgau; † 8. Juli 2015 in Berlin) war eine deutsche Schriftstellerin.

## Leben

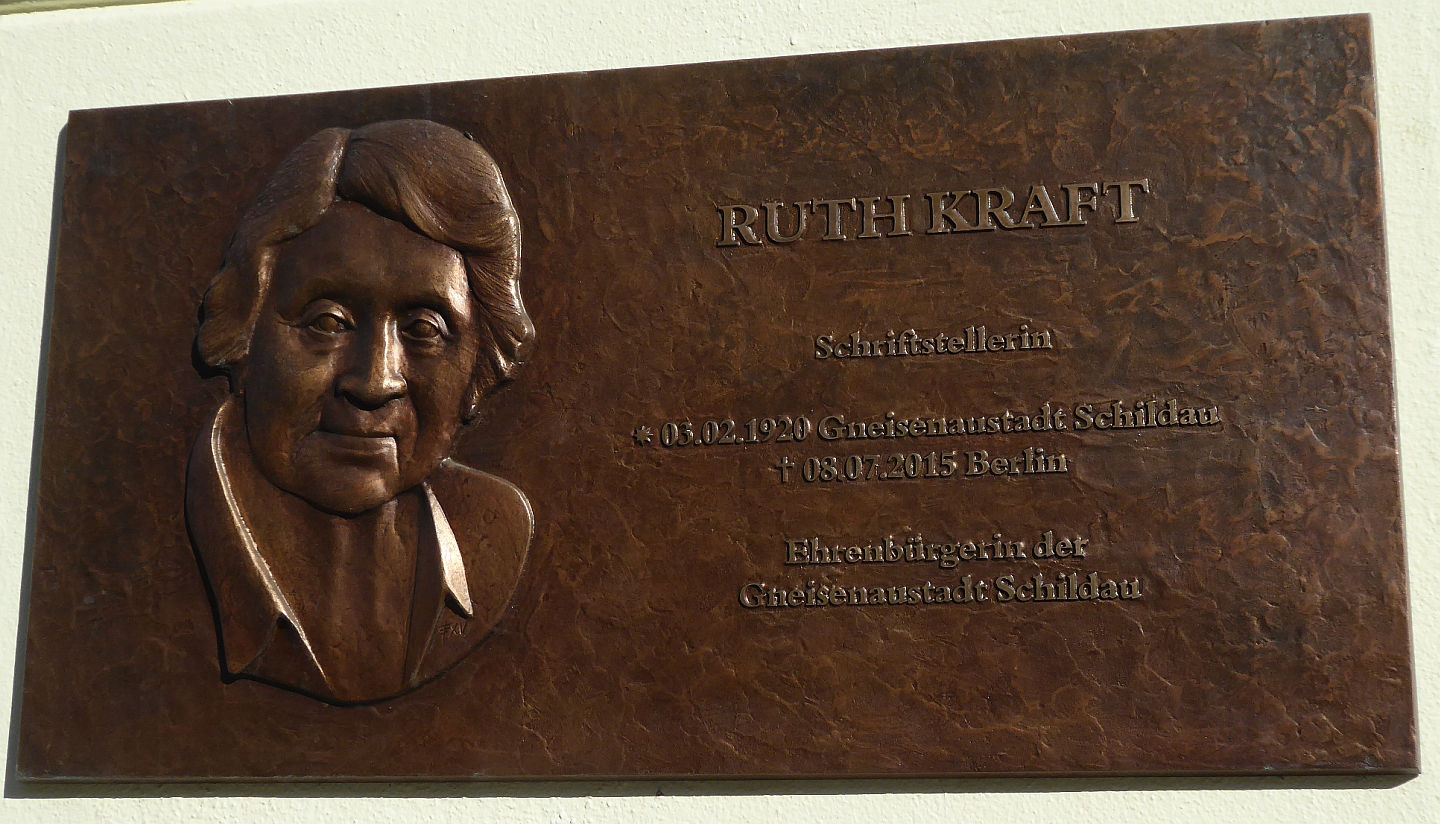
Erinnerungstafel in ihrem Geburtsort

Ruth Kraft wurde als Tochter eines Kaufmanns in Schildau geboren. Schildau gehörte damals zur preußischen Provinz Sachsen und gehört heute zum Freistaat Sachsen. Bereits ihre Großeltern, später dann ihre Eltern führten einen Eisen- und Kolonialwarenladen. Der Großvater war Mitbegründer der Sparkasse in Schildau. Nach zweijährigem Besuch des Katharina-von-Bora-Lyzeums Torgau – jedoch ohne Abschluss – absolvierte sie eine kaufmännische Lehre, arbeitete anschließend als Buchhalterin und sollte das elterliche Geschäft übernehmen. Am 24. November 1938 beantragte sie die Aufnahme in die NSDAP und wurde rückwirkend zum 1. September desselben Jahres aufgenommen (Mitgliedsnummer 7.012.382).
Dem ungewollten Einstieg ins elterliche Geschäft umging sie mit ihrem Einstellungsbescheid zum 1. März 1940 als zivile Angestellte – technische Rechnerin in der Aerodynamischen Abteilung der Heeresversuchsanstalt Peenemünde. 1943 wechselte sie in den sozialen Bereich und wurde zivile Angestellte des Wehrkreiskommandos Stettin. Mit dem Vorrücken der Ostfront wurde auch sie weiter in den Westen Deutschlands verlegt und landete im Mai 1945 in Rendsburg.
Nach Kriegsende schlug sich Ruth Kraft zunächst nach Hause durch, begann mit Schreibversuchen und war seit Frühjahr 1946 Mitarbeiterin des Jugendfunks des Senders Leipzig des Mitteldeutschen Rundfunks. Hier bekam sie ihre ersten literarischen Aufträge für Jugend-, Schulfunk- und Kindersendungen. Neben der Arbeit für mehrere Rundfunkanstalten (Sender Halle, Sonntagskinder-Berlin) entstanden von 1946 bis 1953 eine ganze Reihe von Kinderbüchern.
Ruth Kraft heiratete 1949 den Rundfunkregisseur und Schauspieler Hans Bussenius, mit dem sie 1951 den Sohn René und 1955 die Tochter Ines hatte. Nach dessen Berufung als Lektor in die Dramaturgie der DEFA zog die Familie 1953 nach Potsdam-Babelsberg. Außerdem besaß sie in Ahrenshoop ein Ferienhaus, in dem sie Gastfreundschaft pflegte. Aufgrund der Beziehung zu einem Leipziger Dichter erkaltete jedoch Krafts Beziehung zu ihrem Ehemann. Später lebte sie über 40 Jahre bis 2008 in Zeuthen.
Krafts Werk umfasst Romane, Bilder- (z. B. illustriert von Fritz Baumgarten), Kinder- und Jugendbücher, Drehbücher und Hörspiele. 
In ihrem Roman „Insel ohne Leuchtfeuer“ verarbeitete sie kritisch ihre Erfahrungen und Erlebnisse aus Peenemünde im Zeitraum 1940 bis 1943 und beschreibt darin auch eine Reihe von historischen Personen ohne explizite Namensnennung: Wernher von Braun als „Doktor“, Walter Dornberger als „General“, Hermann Oberth als „Professor“, Rudolf Hermann als „Dr. Klemt“ und Hanna Reitsch als „Carla Winter“. Neben dem „Doktor“ sind es andere, individuell schärfer gezeichnete Wissenschaftler-Figuren, die in diesem Roman vor die Frage nach ihrer Verantwortung gestellt sind. In ihrem zweiten Buch, „Menschen im Gegenwind“ (1965), wird dieser Grundgedanke vor dem Hintergrund der westdeutschen Rüstungsproduktion entwickelt. Das Janus-Gesicht der Naturwissenschaft ist somit ein zentraler Gegenstand in Krafts Romanen.
Ab den Siebzigerjahren schrieb sie vorwiegend über Gegenwartsthemen. Im Jahre 2000 wurde sie zu einer Lesung an die University of Alabama, Huntsville, USA, eingeladen. Der Förderverein Peenemünde e. V. verlieh ihr am 2. April 2007 die Ehrenmitgliedschaft.
1946 wurde sie Mitglied der Liberaldemokratischen Partei (LDPD) der Sowjetischen Besatzungszone; ab 1963 gehörte sie dem Zentralvorstand dieser Partei an. Ab 1974 war sie Mitglied des DDR-Friedensrates. Kraft war Mitglied des Schriftstellerverbandes der DDR und gehörte dessen Vorstand an. Sie erhielt u. a. folgende Auszeichnungen: 1967 den Theodor-Fontane-Preis des Bezirks Potsdam, 1969 den Vaterländischen Verdienstorden in Bronze, 1974 den Vaterländischen Verdienstorden in Silber sowie 1985 den Literaturpreis des Demokratischen Frauenbundes Deutschlands und den Orden Stern der Völkerfreundschaft in Silber.
Ruth Kraft wurde von ihrer Geburtsstadt Schildau zur Ehrenbürgerin ernannt. Sie starb am Morgen des 8. Juli 2015 im Alter von 95 Jahren nach kurzer schwerer Krankheit in Berlin, wo sie zuletzt gelebt hatte. Ihre Urne wurde, so ihr Wunsch, auf dem Schifferfriedhof Ahrenshoop beigesetzt, auf der Grabstelle ihres bereits verstorbenen Mannes Hans Bussenius.

## Werke
- Rüben, Säfte und Kristalle, Halle (Saale) 1950
- Lutz und Frosch und wie sie alle heißen, Berlin 1952
- Das Schildbürgerbuch von 1598, Rostock 1953  (zusammen mit Fritz Koch-Gotha) (Neuauflage: ISBN 3-356-00052-7)
- Allerlei Tiere, Leipzig 1954 (zusammen mit Fritz Baumgarten)
- Janni vor dem Mikrofon, Berlin 1954
- Tiere aus Wald und Feld, Leipzig 1954 (zusammen mit Fritz Baumgarten)
- Tipps und Tapps, Leipzig 1956 (zusammen mit Fritz Baumgarten)
- Meine Tierlieblinge, Leipzig 1957 (zusammen mit Fritz Baumgarten)
- Flick und Flock, Leipzig 1958 (zusammen mit Fritz Baumgarten)
- Tiere der Heimat, Leipzig 1958 (zusammen mit Fritz Baumgarten)
- Insel ohne Leuchtfeuer, Berlin 1959
- Usch und Thomas an der See, Leipzig 1960 (zusammen mit Albrecht Ehnert)
- Usch und Thomas im Ferienlager, Leipzig 1961 (zusammen mit Albrecht Ehnert)
- Im Stall und auf der Weide, Leipzig 1961 (zusammen mit Renate Zürner)
- Am Teich und auf der Wiese, Leipzig 1963 (zusammen mit Renate Zürner)
- Usch und Thomas im Spielzeugland, Leipzig 1963 (zusammen mit Albrecht Ehnert)
- Menschen im Gegenwind, Berlin 1965
- Gestundete Liebe, Berlin 1970
- Träume im Gepäck, Berlin 1972
- Solo für Martina, Berlin 1978 (1980 verfilmt)
- Unruhiger Sommer, Berlin 1979
- Die Kunst, Damen zu empfangen, Berlin 1983
- Aufbruch zur Quelle, Berlin 1995 (zusammen mit Marianne Motz)
- Leben von der Pike auf, Autobiographie. Vision, Berlin 2000, ISBN 3-928787-18-7.

## Herausgeberschaft
- Schnick-schnack-Dudelsack, Leipzig 1954
- Sehreise nach Indien, Eulenspiegel-Verlag 1975